# 激素受體
激素受体（英語：Hormone receptor）位于细胞表面或细胞内，與特定激素結合並引发细胞响应的受體分子。激素受體是由甲狀腺和類固醇激素，維甲酸和維生素D的受體組成的廣泛蛋白質家族，還包括各種配體的各種其他受體，如脂肪酸和前列腺素。